# Scrophularia himalayensis
Scrophularia himalayensis är en flenörtsväxtart som beskrevs av John Forbes Royle och George Bentham. Scrophularia himalayensis ingår i släktet flenörter, och familjen flenörtsväxter. Inga underarter finns listade i Catalogue of Life.